# NGC 3857
NGC 3857 (również PGC 36548) – galaktyka soczewkowata (S0), znajdująca się w gwiazdozbiorze Lwa. Odkrył ją Édouard Jean-Marie Stephan 23 marca 1884 roku.